# モントピリア駅
モントピリア駅（英語：Montpelier Station）はアメリカ合衆国バーモント州バーリン ジャンクション・ロード297にある駅。 全米各地を結ぶ旅客鉄道のアムトラックが乗り入れている。

## 概要
当駅は、バーモント州州都モントピリアの名を冠しているが、駅自体はドッグ川の西側バーリンに位置している。管理人が列車の時間に合わせて開錠し、施錠する。タクシーが駅とモントピリア中心部との輸送を担う。

## 利用可能な鉄道路線／列車
アムトラックの停車する列車は下記の通り。
セントオールバンズとワシントン間の昼行長距離列車バーモンター号…1日1往復停車